# Kingston SE
Kingston SE è una città dell'Australia Meridionale (Australia); essa si trova 300 chilometri a sud-est di Adelaide ed è la sede della Municipalità di Kingston. Al censimento del 2006 contava 1.443 abitanti.
Il suffisso SE è stato aggiunto al nome per distinguere questa località (nel sud-est dello Stato, da cui SE) da un'altra Kingston dell'Australia Meridionale, il cui nome oggi è stato mutato in Kingston on Murray.